# ميلوس فوليتش
ميلوس فوليتش (بالصربية: Милош Вулић)‏ هو لاعب كرة قدم صربي في مركز الوسط، ولد في 19 أغسطس 1996 في كروشيفاتس في صربيا. لعب مع نابريداك كروشيفاتس.

## وصلات خارجية
- ميلوس فوليتش على موقع الاتحاد الأوربي (الإنجليزية)
- ميلوس فوليتش على موقع قاعدة بيانات كرة القدم.إي يو (الإنجليزية)
- ميلوس فوليتش على موقع Soccerbase.com (لاعب) (الإنجليزية)
- ميلوس فوليتش على موقع Soccerway.com (الإنجليزية)
- ميلوس فوليتش على موقع عالم كرة القدم.نت (الإنجليزية)